# Karel Mark Chichon
Karel Mark Chichon, OBE, FRAM (Londra, 1971), è un direttore d'orchestra inglese-gibilterrino.

## Biografia
Chichon ha studiato alla Royal Academy of Music di Londra e all'Università per la musica e le arti interpretative di Vienna con Leopold Hager. Chichon e l'uomo d'affari Ian Angus hanno cofondato la Gibraltar Philharmonic Society nel 1998. Chichon continua a prestare servizio come direttore artistico della società.

## Carriera
Chichon è stato direttore principale della Graz Symphony Orchestra dal 2006 al 2009. È stato direttore principale e direttore artistico della Latvian National Symphony Orchestra dal 2009 al 2012. È diventato direttore principale della Deutsche Radio Philharmonie Saarbrücken Kaiserslautern (DRP) nel settembre 2011; nel marzo 2013 il suo contratto iniziale è stato prorogato per tutta la stagione 2016-2017. Nel marzo 2015 l'orchestra e Chichon hanno annunciato reciprocamente la conclusione programmata del suo mandato in DRP alla fine della stagione 2016-2017. Negli Stati Uniti, Chichon ha debuttato come direttore al Metropolitan Opera nel febbraio 2016 con le esibizioni di Madama Butterfly, che prevedeva un passaggio cinematografico. Nel maggio 2017 è stato nominato direttore principale e direttore artistico della Orquesta Filarmónica de Gran Canaria, a partire dalla stagione 2017-2018. A maggio 2018 il suo contratto è stato rinnovato e continuerà a guidare il destino artistico dell'Orquesta Filarmonica de Gran Canaria come Direttore Principale e Direttore Artistico fino all'anno 2023.

## Discografia
Le sue registrazioni commerciali comprendono due album per la Deutsche Grammophon, Meditation e Habanera, entrambi presentati da sua moglie Elīna Garanča. Nel 2014 ha registrato la Sinfonia n. 1 di Dvořák con l'orchestra DRP per l'etichetta Hänssler Classic, la prima di una serie in proiezione di tutte e nove le sinfonie di Dvořák.
Chichon è stato nominato Ufficiale dell'Ordine dell'Impero Britannico (OBE) nel Birthday Honours del 2012 per i servizi alla musica e alla cultura a Gibilterra. Nel marzo 2016 è stato nominato Fellow della Royal Academy of Music.

## Vita privata
Chichon ed Elina Garanča hanno due figlie, Catherine Louise Chichon e Cristina Sophie Chichon, che a loro volta sono nipoti di Harry Chichon e Leonor Chichon.